# Хеброс Бус
Хеброс Бус е един от най-големите транспортни превозвачи в Южна България. Фирмата Хеброс Бус е основана в Пловдив. Тя е монополист, защото държи всичките автогари в града. Превозвачът не превозва пътници по градската мрежа с решение на кмета Костадин Димитров. Това е една от най-известните фирми в Южна България. В миналото е обслужвала голяма част от градския и междуградския транспорт в Пловдив и региона, но в резултат на дълбока криза, фирмата се прости с по-голямата част от линиите. 